# Prova de tolerància a la glucosa
La prova de tolerància a la glucosa (PTG) és una prova mèdica en la qual s'administra glucosa i es prenen mostres de sang després per determinar amb quina rapidesa s'elimina de la sang. La prova s'utilitza normalment per provar la diabetis, la resistència a la insulina, l'alteració en la funció de les cèl·lules beta pancreàtiques, i, de vegades, la hipoglucèmia reactiva i l'acromegàlia, o trastorns més rars del metabolisme dels carbohidrats.
En la versió més habitual de la prova, la prova de tolerància a la glucosa oral (PTGO), s'ingereix una dosi estàndard de glucosa per via oral i es revisen els nivells en sang dues hores més tard. Moltes variacions de la PTG s'han ideat al llarg dels anys amb diferents finalitats, amb diferents dosis estàndard de glucosa, diferents vies d'administració, diferents intervals i durades de mostreig i diverses substàncies mesurades a més de la glucosa en sang. Fora del cribratge de la diabetis gestacional amb la prova d'O'Sullivan, aquesta prova ha entrat en desús amb l'ús de la determinació de lhemoglobina glicosilada.